# 鄭炯 (清朝)
鄭炯（？—？），清朝政治人物。福建永春州人。
鄭炯為舉人出身。嘉慶十七年（1512年）十一月，署任湖南永順府龍山縣知縣。